# Moneragala (Distrikt)
Koordinaten: 6° 40′ N, 81° 20′ O
Der Distrikt Moneragala (Singhalesisch: මොනරාගල දිස්ත්‍රික්කය;Mŏṇarāgala distrikkaya, Tamil: மொணராகலை மாவட்டம்;Mŏṉarākalai Māvaṭṭam) ist ein Distrikt in der Provinz Uva in Sri Lanka. Der Hauptort ist die namensgebende Stadt Moneragala.

## Geografie
Der Distrikt Moneragala liegt südöstlichen Binnenland Sri Lankas und gehört zur Provinz Uva in Sri Lanka. Nachbardistrikte sind Ampara im Norden und Osten, Hambantota im Süden, Ratnapura im Südwesten und Badulla im Westen und Nordwesten.
Der Distrikt Moneragala hat eine Fläche von 5639 Quadratkilometern (davon 5508 Quadratkilometer Land und 131 Quadratkilometer Binnengewässer). Damit ist er der flächenmäßig zweitgrößte Distrikt Sri Lankas.

## Bevölkerung
Nach der Volkszählung 2012 hat der Distrikt Moneragala 451.058 Einwohner. Mit nur 82 Einwohnern pro Quadratkilometer liegt die Bevölkerungsdichte deutlich unter dem Durchschnitt Sri Lankas (325 Einwohner pro Quadratkilometer). Von den Bewohnern waren 224.168 (49,70 %) männlichen und 226.890 (50,30 %) weiblichen Geschlechts. Die Bevölkerung ist ausgesprochen jung. Dies verdeutlicht ein Blick auf die Altersverteilung.
| Alter  | 0–9 Jahre | 10–19 Jahre | 20–29 Jahre | 30–39 Jahre | 40–49 Jahre | 50–59 Jahre | 60–79 Jahre | 80 Jahre und mehr |
| Anzahl | 84.589    | 74.502      | 73.203      | 70.110      | 58.579      | 48.421      | 37.744      | 3.910             |
| Anteil | 18,75 %   | 16,52 %     | 16,23 %     | 15,54 %     | 12,99 %     | 10,73 %     | 8,37 %      | 0,87 %            |

### Bevölkerung des Distrikts nach Volksgruppen
Eine große Mehrheit von fast 95 % der Einwohnerschaft sind Singhalesen. Es gibt Minderheiten, die regional bedeutend sind.
| Jahr                                                    | Singhalesen1 | Singhalesen1 | Sri-Lanka-Tamilen2 | Sri-Lanka-Tamilen2 | Tamilen2 | Tamilen2 | Moors3 | Moors3 | Burgher | Burgher | Malaien | Malaien | Andere4 | Andere4 | Gesamt  | Gesamt   |
| Jahr                                                    | Zahl         | %            | Zahl               | %                  | Zahl     | %        | Zahl   | %      | Zahl    | %       | Zahl    | %       | Zahl    | %       | Zahl    | %        |
| ------------------------------------------------------- | ------------ | ------------ | ------------------ | ------------------ | -------- | -------- | ------ | ------ | ------- | ------- | ------- | ------- | ------- | ------- | ------- | -------- |
| 1981                                                    | 253.572      | 92,69 %      | 5.346              | 1,95 %             | 8.859    | 3,24 %   | 5.312  | 1,94 % | 70      | 0,03 %  | 193     | 0,07 %  | 218     | 0,08 %  | 273.570 | 100,00 % |
| 2001                                                    | 375.691      | 94,54 %      | 5.754              | 1,45 %             | 7.493    | 1,89 %   | 7.800  | 1,96 % | 124     | 0,03 %  | 127     | 0,03 %  | 386     | 0,10 %  | 397.375 | 100,00 % |
| 2012                                                    | 428.104      | 94,91 %      | 8.206              | 1,82 %             | 5.001    | 1,11 %   | 9.508  | 2,11 % | 116     | 0,03 %  | 63      | 0,01 %  | 60      | 0,01 %  | 451.058 | 100,00 % |
| Quelle: Volkszählungen in Sri Lanka 1981, 2001 und 2012 |              |              |                    |                    |          |          |        |        |         |         |         |         |         |         |         |          |

1 Tiefland- und Kandy-Singhalesen zusammen2 Sri-Lanka-Tamilen und indische Tamilen separat 3 nur sri-lankische Moors4 davon 2001 73 Sri Lanka Chetties und 78 Bharathas; 2012 15 Sri Lanka Chetties und keine Bharathas

### Bevölkerung des Distrikts nach Bekenntnissen
Fast alle singhalesischen Einwohner Moneragalas hängen dem Buddhismus an, während die Moors und Malaien sich allesamt zum Islam bekennen. Zweitstärkste Religion ist der Hinduismus, dem die große Mehrheit der indischen und sri-lankischen Tamilen angehört. Das Christentum, dem eine Minderheit der Tamilen und die Burgher angehören ist nur eine kleine Minderheitenreligion.
| Jahr                                                    | Buddhisten | Buddhisten | Hindus | Hindus | Muslime | Muslime | Katholiken | Katholiken | andere Christen | andere Christen | Andere | Andere | Gesamt  | Gesamt   |
| Jahr                                                    | Zahl       | %          | Zahl   | %      | Zahl    | %       | Zahl       | %          | Zahl            | %               | Zahl   | %      | Zahl    | %        |
| ------------------------------------------------------- | ---------- | ---------- | ------ | ------ | ------- | ------- | ---------- | ---------- | --------------- | --------------- | ------ | ------ | ------- | -------- |
| 1981                                                    | 253.576    | 92,69 %    | 12.778 | 4,67 % | 5.584   | 2,04 %  | 1.224      | 0,45 %     | 314             | 0,11 %          | 94     | 0,03 % | 273.570 | 100,00 % |
| 2001                                                    | 375.252    | 94,43 %    | 11.623 | 2,92 % | 8.183   | 2,06 %  | 1.583      | 0,40 %     | 681             | 0,17 %          | 53     | 0,01 % | 397.375 | 100,00 % |
| 2012                                                    | 426.762    | 94,61 %    | 11.997 | 2,66 % | 9.809   | 2,17 %  | 1.601      | 0,35 %     | 859             | 0,19 %          | 30     | 0,01 % | 451.058 | 100,00 % |
| Quelle: Volkszählungen in Sri Lanka 1981, 2001 und 2012 |            |            |        |        |         |         |            |            |                 |                 |        |        |         |          |

### Bevölkerungsentwicklung
Die Bevölkerung des Distrikts Moneragala wächst seit Jahrzehnten überdurchschnittlich im Vergleich mit dem ganzen Land. Im Zeitraum von 2001 bis 2012 (den beiden letzten Volkszählungsjahren) betrug die Zunahme 53.683 Menschen. Dies ist ein Wachstum von 13,51 %. Seit 1963 hat sich die Einwohnerschaft mehr als verdreifacht (+ 241 %).
Der Distrikt war nicht Kampfgebiet des Bürgerkriegs. Deshalb ist nur ein kleiner Teil der Migranten der Gruppe der Bürgerkriegsbetroffenen zuzurechnen. Im Jahr 2012 lebten im Distrikt Moneragale Regierungsstatistiken zufolge nur 2290 Flüchtlinge und Rückkehrer. Darunter waren 1584 Flüchtlinge aus anderen Gegenden Sri Lankas und 706 Menschen wurden nach vormaliger Vertreibung wieder angesiedelt.

### Wirtschaft

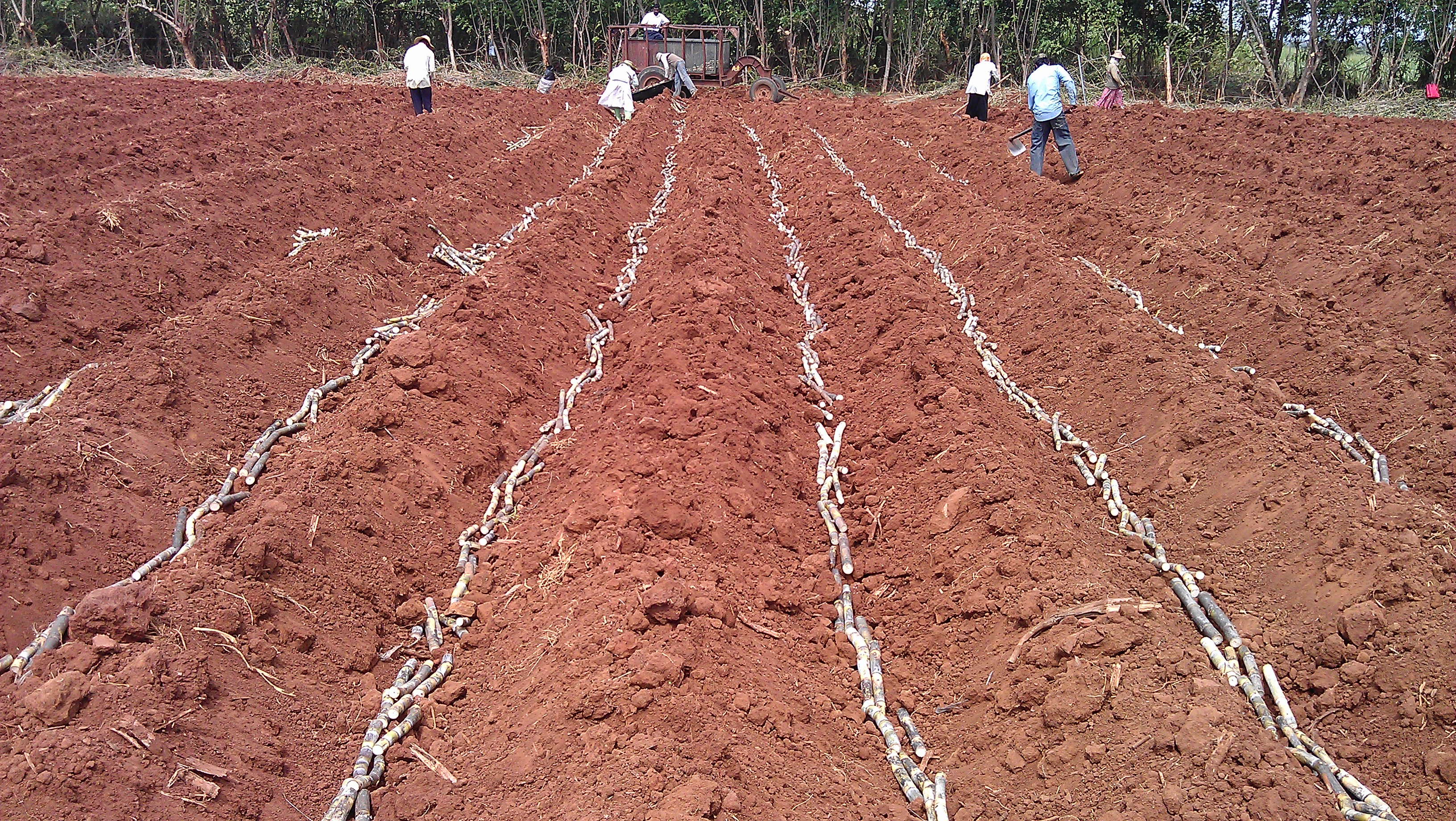
Zuckerrohranbau bei Sevanagala

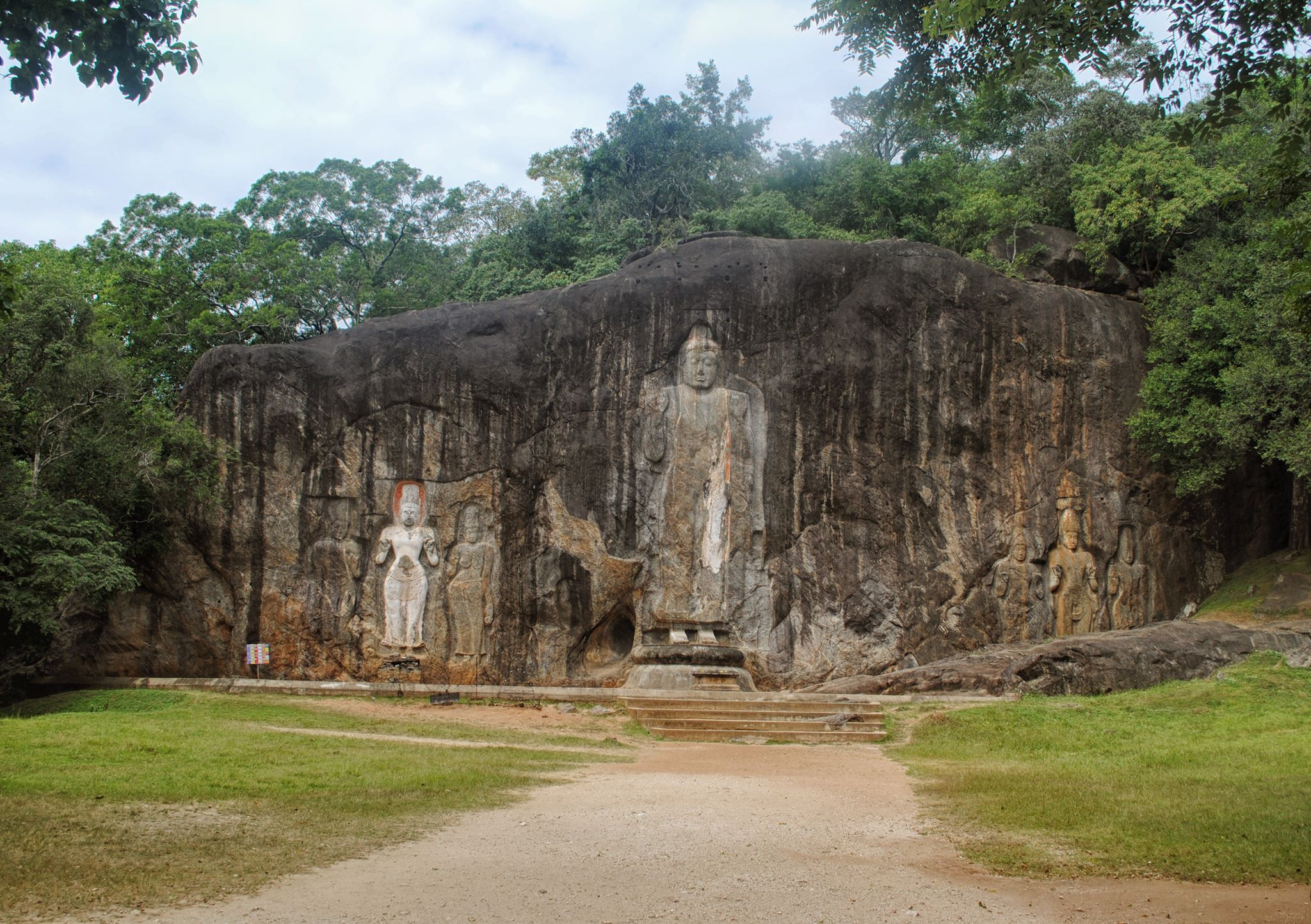
Buduruvagala

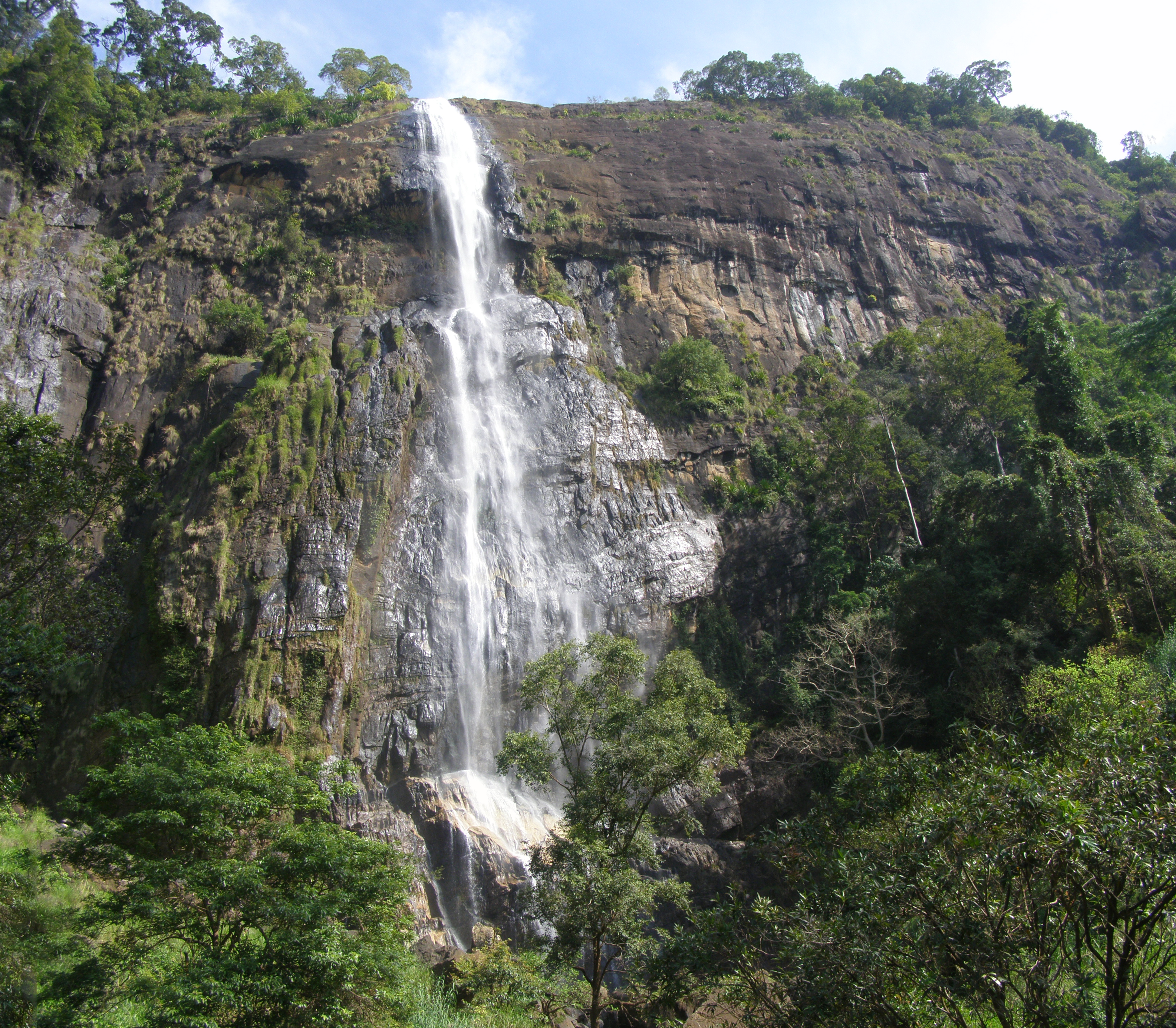
Wasserfall Diyaluma

Der Distrikt Moneragala ist einer der wenigen Distrikte Sri Lankas, in dem Zuckerrohr angebaut wird. In Buttala und Sevanagala befinden sich die beiden einzigen Zuckerraffinerien Sri Lankas, doch deckt die Produktion nur rund 10 % des Inlandsbedarfs.
Der Tourismus ist für die Wirtschaft des Distrikts, der im Binnenland liegt, nur von untergeordneter Bedeutung. Viel besucht von der einheimischen Bevölkerung wird der Wallfahrtsort Kataragama, während ausländische Touristen am ehesten die Nationalparks Yala-Nationalpark und den kleineren Lunugamvehera National Park besuchen. Über den ganzen Distrikt sind zahlreiche archäologische Fundstätten verstreut, von denen der Tempel Buduruvagala bei Wellawaya mit seinen bis zu 16 m hohen Buddhastatuen eine der bekanntesten ist. Die Ruinen von Habessa (හබැස්ස) in der Nähe von Okkampitiya sind ein Tempelkomplex mit einer Höhle, in der eine 10 m lange Buddhastatue liegt. Zahlreiche ungewöhnliche Wandmalereien, die denen von Sigiriya ähneln, sind in einer Höhle mit einer aus Ziegeln gefertigten liegenden Buddha-Statue von 11,6 m Länge nahe des 78 m hohen Felsens Mailla (මයිල්ල) südöstlich von Moneragala zu sehen, und in einer weiteren Höhle dort fand man Felsmalereien von Elefanten, die möglicherweise von Veddah angebracht wurden. Bei Wellawaya befindet sich ebenfalls der höchste Wasserfall Sri Lankas, der 171 m hohe Diyaluma Wasserfall.
Der Distrikt Moneragala verfügt noch nicht über einen Eisenbahnanschluss. Geplant ist eine Verlängerung der Eisenbahnstrecke Coastal Line, die von Colombo nach Beliatta führt, zum Wallfahrtsort Kataragama im äußersten Süden des Distrikts. Eine spätere Verlängerung über Kataragama hinaus über Buttala, Monaragala, Ampara und Kalmunai bis zur Hafenstadt Batticaloa an der Ostküste Sri Lankas wurde verschiedentlich erwogen.

### Bedeutende Orte
Größere Orte des Distrikts sind neben der Distrikthauptstadt Moneragala auch Buttala, Wellawaya, Thanamalwila und Wattegama (2012: 8157 Einwohner).

## Geschichte
1958 wurde der heutige Distrikt Moneragala von Badulla abgetrennt.

## Lokalverwaltung
Der Vorsteher des Distrikts trägt den Titel District Secretary. Der Distrikt ist weiter in elf Divisionen (unter einem Division Secretary) unterteilt. Die Städte und größeren Orte haben eine eigene Verwaltung (Gemeindeparlament oder Gemeinderat). Es gibt 319 Dorfverwaltungen (Grama Niladharis) für die 1324 Dörfer im gesamten Distrikt.
| Name                | Hauptort       | Einwohner 2012 | Fläche in km² | Dichte | GN  | Dörfer |
| ------------------- | -------------- | -------------- | ------------- | ------ | --- | ------ |
| Badalkumbura        | Badalkumbura   | 40.103         | 230           | 174    | 41  | 189    |
| Bibile              | Bibile         | 40.329         | 476           | 85     | 40  | 119    |
| Buttala             | Buttala        | 53.084         | 711           | 75     | 29  | 134    |
| Katharagama         | Katharagama    | 18.220         | 552           | 33     | 5   | 24     |
| Madulla             | Madulla        | 31.238         | 708           | 44     | 38  | 128    |
| Medagama            | Medagama       | 35.881         | 235           | 153    | 35  | 117    |
| Moneragala          | Moneragala     | 49.520         | 286           | 173    | 26  | 131    |
| Sevanagala          | Sevanagala     | 41.900         | 176           | 238    | 14  | 71     |
| Siyambalanduwa      | Siyambalanduwa | 54.040         | 1.055         | 51     | 48  | 194    |
| Thanamalvila        | Thanamalvila   | 26.683         | 633           | 42     | 14  | 70     |
| Wellawaya           | Wellawaya      | 60.060         | 577           | 104    | 29  | 147    |
| Distrikt Moneragala | Moneragala     | 451.058        | 5.508         | 82     | 319 | 1.324  |